# Villers-au-Flos
Villers-au-Flos ist eine französische Gemeinde mit 243 Einwohnern (Stand 1. Januar 2022) im Département Pas-de-Calais in der Region Hauts-de-France.
Sie gehört zum Arrondissement Arras und zum Kanton Bapaume.

## Geographie
Die Gemeinde liegt etwa 30 Kilometer südlich von Arras, in der Nähe der Kreuzung der Straßen D11 und N17.

## Sehenswürdigkeiten

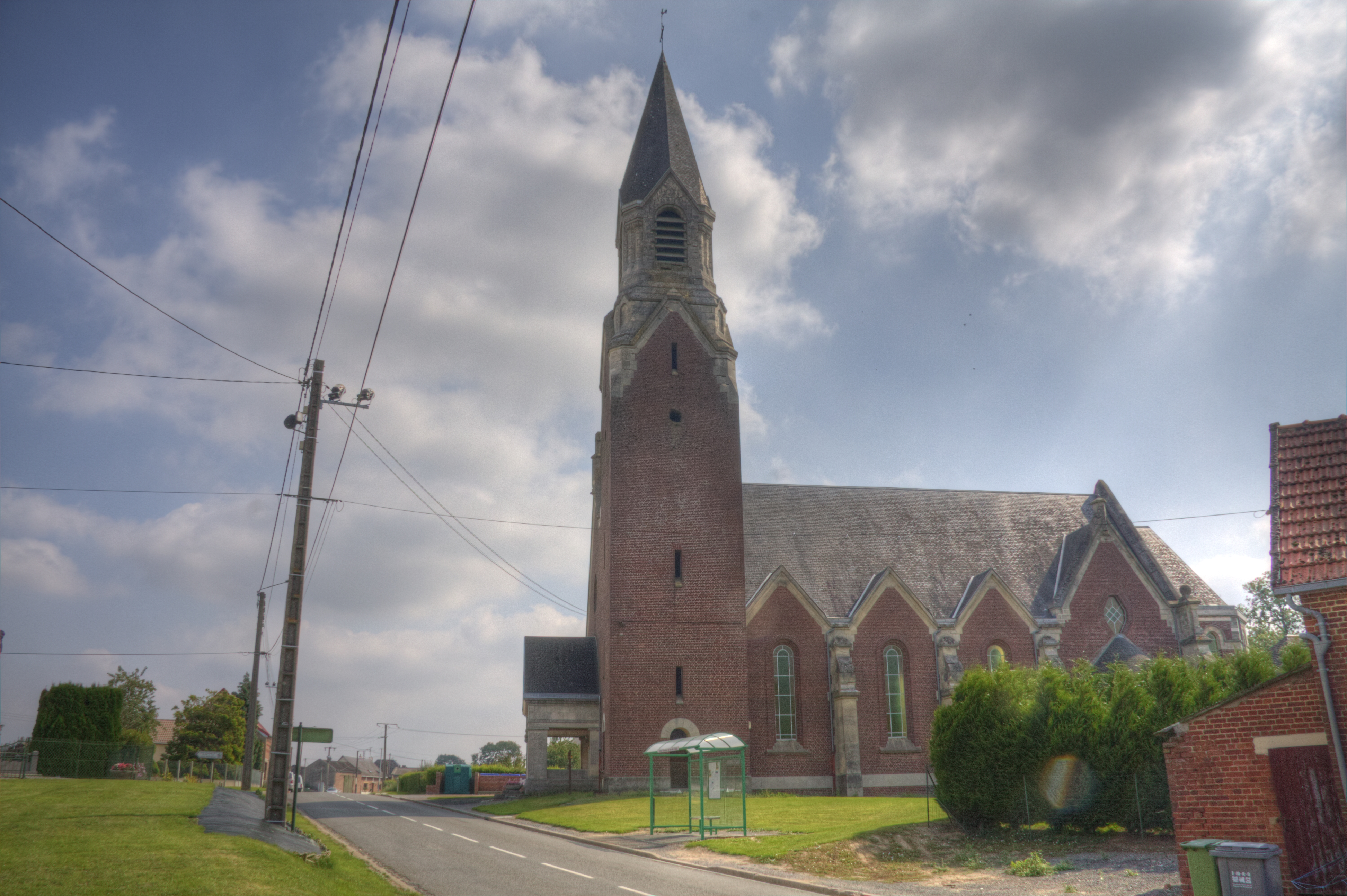
Kirche Saint-Pierre

- Kirche Saint-Pierre
- Deutscher Soldatenfriedhof